# 宽苞翠雀花
宽苞翠雀花（学名：Delphinium maackianum）为毛茛科翠雀属的植物。分布于朝鲜、俄罗斯以及中国大陆的黑龙江、吉林、辽宁等地，生长于海拔500米至550米的地区，一般生长在山地林边和草坡，目前尚未由人工引种栽培。

## 异名
- Delphinium maackianum Regel f. albiflorum S. H. Li et Z. F. Fang
- Delphinium maackianum Regel var. lasiocarpum Regel